# Barum rallye 2010
Barum rallye 2010 byla devátým podnikem Intercontinental Rally Challenge 2010 a šestým podnikem Mezinárodního mistrovství České republiky v rallye 2010. Zvítězil zde Freddy Loix s vozem Škoda Fabia S2000. Soutěž měla 17 rychlostních zkoušek o délce 265,3 km.

## Průběh soutěže
Shakedown vyhrál Juho Hänninen s Fábií. První divácký test vyhrál Jan Kopecký, druhý byl Hänninen a třetí Loix. V ramci českého mistrovství byl nejrychlejší šestý Václav Pech mladší s vozem Mitsubishi Lancer EVO IX. Josef Béreš ulomil zavěšení kola. V sobotu vítězil Kopecký před Hänninenem. Bryan Bouffier chyboval a vyjel mimo trať. Na třetí pozici se posunul Kris Meeke s vozem Peugeot 207 S2000, čtvrtý byl Loix a pátý Pech. Brzy se na pátou pozici posunul Roman Kresta. Na sedmém místě byl Thierry Neuville, ale havaroval. V páté zkoušce chyboval Hänninen a propadl se na čtvrté místo. Kresta havaroval a ze soutěže odstoupil. Bouffier se po chybách soupeřu posunul na druhé místo za Kopeckého a před Meeka. Loix byl pátý před Pechem a šestý byl Pavel Valoušek. V odpolední sekci se Loix posunul před Hänninena, ale ten mu to vzápětí vrátil. Loix ale zrychlil a probojoval se na druhou pozici před Bouffiera, Hänninena a Meeka. První byl stále Kopecký. Mezi českými posádkami vedl šestý Pech před sedmým Valouškem.
První nedělní test Valoušek vyhrál a posunul se před Pecha. Pech však na druhém byl třetí a zase se vrátil na šestý místo. Stále vede Kopecký, druhý je Bouffier a třetí Loix. Na čtvrtém testu Pech vyjel mimo trať, měl defekt a opět se propadl za Valouška. Kopeckého postihly technické problémy a musel ze soutěže odstoupit. Na první místo se posunul Bouffier, za ním byli Loix a Hänninen. Hned na dalším testu ale Bouffier nabírá ztrátu a do vedení se dostává Loix. Poslední test opět vyhrává Valoušek před Loixem a Loix tak získal celkové vítězství. Druhý byl Hänninen a třetí Valoušek.

## Výsledky
1. Freddy Loix, Frederic Miclotte - Škoda Fabia S2000
2. Juho Hänninen, Mikko Markkula - Škoda Fabia S2000
3. Pavel Valoušek, Zdeněk Hrůza - Škoda Fabia S2000
4. Kris Meeke, Paul Nagle - Peugeot 207 S2000
5. Andreas Mikkelsen, Ola Floene - Ford Fiesta S2000
6. Václav Pech mladší, Petr Uhel - Mitsubishi Lancer EVO IX
7. Guy Wilks, Phil Pugh - Škoda Fabia S2000
8. Jaromír Tarabus, Daniel Trunkát - Ford Fiesta S2000
9. Tomáš Kostka, Vít Houšť - Škoda Fabia S2000
10. Bryan Bouffier, Xavier Panseri - Peugeot 207 S2000